# Swartzville
Swartzville es un lugar designado por el censo ubicado en el condado de Lancaster en el estado estadounidense de Pensilvania. En el Censo de 2010 tenía una población de 2283 habitantes y una densidad poblacional de 601,69 personas por km².

## Geografía
Swartzville se encuentra ubicado en las coordenadas 40°13′44″N 76°4′46″O / 40.22889, -76.07944. Según la Oficina del Censo de los Estados Unidos, Swartzville tiene una superficie total de 3.79 km², de la cual 3.78 km² corresponden a tierra firme y (0.48%) 0.02 km² es agua.

## Demografía
Según el censo de 2010, había 2283 personas residiendo en Swartzville. La densidad de población era de 601,69 hab./km². De los 2283 habitantes, Swartzville estaba compuesto por el 92.51% blancos, el 1.49% eran afroamericanos, el 0.04% eran amerindios, el 4.42% eran asiáticos, el 0.13% eran isleños del Pacífico, el 0.39% eran de otras razas y el 1.01% pertenecían a dos o más razas. Del total de la población el 1.8% eran hispanos o latinos de cualquier raza.